# Edward McDonnell (Schiff)
Die Edward McDonnell, auch USS Edward McDonnell (Kennung: DE-1043 / FF-1043), war eine Fregatte der Garcia-Klasse der United States Navy, die von 1965 bis 1988 in Dienst stand. Sie wurde nach Vizeadmiral Edward Orrick McDonnell, Träger der Medal of Honor, benannt.

## Geschichte
Die USS Edward McDonnell wurde am 1. April 1963 bei Avondale Shipyard in New Orleans, Louisiana auf Kiel gelegt. Nach dem Stapellauf am 15. Februar 1964 erfolgte die Indienststellung als Geleitzerstörer mit der Kennung DE-1043 bei der US-Marine am 15. Mai 1965. Am 30. Juni 1975 wurde das Schiff zur Fregatte umklassifiziert. Nach über 23 Jahren Dienstzeit wurde die Edward McDonnell am 30. September 1988 außer Dienst gestellt und am 15. Dezember 1992 aus den Schiffsregistern der Marine gestrichen. Am 7. Dezember 2001 wurde die ehemalige Fregatte für 2,3 Millionen US-Dollar zur Verschrottung an die Metro Machine Corp, Philadelphia verkauft und im ehemaligen Philadelphia Navy Yard abgewrackt.